# Persone di nome Norma
| Questa pagina contiene informazioni ricavate automaticamente dalle voci biografiche con l'ausilio del template Bio e di un bot. L'aggiornamento è periodico e automatico e ricostruisce completamente la pagina. Se manca una persona in questa lista, sei pregato di non aggiungerla, ma accertati piuttosto che la sua voce biografica contenga il template Bio e che i dati anagrafici siano correttamente compilati. Se il template Bio manca, inseriscilo tu stesso o, in alternativa, metti l'avviso {{tmp\|Bio}} che ne segnala la mancanza. Se i dati riportati sono sbagliati, correggi direttamente la voce biografica; le modifiche saranno visibili in questa lista entro pochi giorni. Per chiarimenti vedi il progetto antroponimi. La lista contiene solo le 57 persone che sono citate nell'enciclopedia e per le quali è stato implementato correttamente il template Bio. Pagina aggiornata al 23 feb 2025. |

Questa è una lista di persone presenti nell'enciclopedia che hanno il nome Norma, suddivise per attività principale.

## Atlete paralimpiche(1)
- Norma Koplick, ex atleta paralimpica australiana (Brisbane, n. 1973)

## Attiviste(2)
- Norma Cruz, attivista guatemalteca
- Norma McCorvey, attivista statunitense (Simmesport, n. 1947 - Katy, † 2017)

## Attrici(17)
- Norma Aleandro, attrice argentina (Buenos Aires, n. 1936)
- Norma Atallah, attrice britannica
- Norma Bengell, attrice, cantante e regista brasiliana (Rio de Janeiro, n. 1935 - Rio de Janeiro, † 2013)
- Norma Blum, attrice e conduttrice televisiva brasiliana (Rio de Janeiro, n. 1939)
- Norma Crane, attrice statunitense (New York, n. 1928 - Los Angeles, † 1973)
- Norma Jordan, attrice e cantante statunitense (Norfolk, n. 1949)
- Norma Kuhling, attrice, modella e doppiatrice statunitense (New York, n. 1990)
- Norma MacMillan, attrice e doppiatrice canadese (Vancouver, n. 1921 - Vancouver, † 2001)
- Marilyn Monroe, attrice, cantante e modella statunitense (Los Angeles, n. 1926 - Los Angeles, † 1962)
- Norma Moore, attrice statunitense (Chambersburg, n. 1935)
- Norma Nichols, attrice statunitense (Santa Ana, n. 1894 - Los Angeles, † 1989)
- Norma Pons, attrice argentina (Rosario, n. 1943 - Buenos Aires, † 2014)
- Norma Ruiz, attrice spagnola (Madrid, n. 1982)
- Norma Shearer, attrice canadese (Montréal, n. 1902 - Los Angeles, † 1983)
- Carol Marsh, attrice britannica (Preston, n. 1926 - Londra, † 2010)
- Norma Talmadge, attrice e produttrice cinematografica statunitense (Jersey City, n. 1894 - Las Vegas, † 1957)
- Norma Varden, attrice e pianista britannica (Londra, n. 1898 - Santa Barbara, † 1989)

## Calciatori(1)
- Andrés Micolta, calciatore ecuadoriano (Esmeraldas, n. 1999)

## Calciatrici(1)
- Norma Cinotti, calciatrice italiana (Bagno a Ripoli, n. 1996)

## Canoiste(1)
- Norma Murabito, canoista italiana (Taormina, n. 1987)

## Cantanti(3)
- Norma Bruni, cantante italiana (Bologna, n. 1913 - Milano, † 1971)
- Peggy Lee, cantante, attrice e compositrice statunitense (Jamestown, n. 1920 - Bel Air, † 2002)
- Norma Jean, cantante statunitense (Wellston, n. 1938)

## Cantautrici(4)
- Jeanne Pruett, cantautrice e scrittrice statunitense (Pell City, n. 1937)
- Mon Laferte, cantautrice, pittrice e attivista cilena (Viña del Mar, n. 1983)
- Norma Jean Martine, cantautrice statunitense (Middletown, n. 1991)
- Norma Winstone, cantautrice britannica (Bow, n. 1941)

## Cestiste(4)
- Norma Pinto de Oliveira, ex cestista brasiliana (Buenos Aires, n. 1942)
- Norma Rizzi, cestista italiana (n. 1993)
- Yolanda Ventos, ex cestista argentina (Concepción del Uruguay, n. 1938)
- Norma Zambrana, ex cestista boliviana (Cochabamba, n. 1957)

## Costumiste(1)
- Norma Koch, costumista statunitense (n. 1898 - † 1979)

## Filantrope(1)
- Norma Major, filantropa britannica (Shropshire, n. 1942)

## Fisiche(1)
- Norma Sanchez, fisica argentina (Ensenada)

## Ginnaste(1)
- Norma Icardi, ex ginnasta italiana (Trieste, n. 1930)

## Giornaliste(1)
- Norma Rangeri, giornalista e critica televisiva italiana (Roma, n. 1951)

## Modelle(4)
- Norma Gladys Cappagli, modella argentina (Buenos Aires, n. 1939 - Buenos Aires, † 2020)
- Norma Smallwood, modella statunitense (Tulsa, n. 1909 - Wichita, † 1966)
- Norma Nivia, modella e attrice colombiana (Líbano, n. 1979)
- Norma Nolan, modella argentina (Venado Tuerto, n. 1938)

## Ostacoliste(1)
- Norma Thrower, ex ostacolista australiana (Adelaide, n. 1936)

## Partigiane(2)
- Norma Barbolini, partigiana italiana (Sassuolo, n. 1922 - Modena, † 1993)
- Norma Pratelli Parenti, partigiana italiana (Monterotondo Marittimo, n. 1921 - Massa Marittima, † 1944)

## Pittrici(1)
- Norma Mascellani, pittrice italiana (Bologna, n. 1909 - Bologna, † 2009)

## Politiche(1)
- Norma Torres, politica statunitense (Escuintla, n. 1965)

## Registe(1)
- Norma Marcos, regista palestinese (Palestina)

## Schermitrici(1)
- Norma Santini, ex schermitrice venezuelana (Valera, n. 1932)

## Stiliste(1)
- Norma Kamali, stilista statunitense (New York, n. 1945)

## Tenniste(2)
- Norma Baylon, ex tennista argentina (Buenos Aires, n. 1942)
- Norma Marsh, ex tennista australiana (n. 1936)

## Truccatrici(1)
- Norma Webb, truccatrice britannica

## Velociste(2)
- Enriqueta Basilio, velocista e ostacolista messicana (Mexicali, n. 1948 - Città del Messico, † 2019)
- Norma Croker, velocista e lunghista australiana (Brisbane, n. 1934 - Brisbane, † 2019)

## Senza attività specificata(1)
- Norma Cossetto, italiana (Visinada, n. 1920 - Antignana, † 1943)